# Hydrodendron mirabile
Hydrodendron mirabile är en nässeldjursart som först beskrevs av Walter Douglas Hincks 1866.  Hydrodendron mirabile ingår i släktet Hydrodendron och familjen Haleciidae. Inga underarter finns listade i Catalogue of Life.